# John Saxton (cónego)
John Saxton DD (falecido em 1382) foi cónego de Windsor de 1368 a 1382 e Precentor de Exeter.

## Carreira
Ele foi nomeado:
- Escrivão do rei
- Reitor da Igreja Colegiada de Wingham 1368
- Precentor de Exeter 1732

Ele foi nomeado para a quinta bancada na Capela de São Jorge, Castelo de Windsor, em 1368, e ocupou o cargo de cónego até 1382.